# Sacharowkriterien
Die drei Sacharow-Kriterien sind in der Kosmologie notwendige Bedingungen für eine dynamische Erzeugung der Baryonenasymmetrie im Universum während der Baryogenese. Sie sind nach ihrem Entdecker Andrei Sacharow benannt, der sie 1967 als erster fand. Unabhängig von ihm wurden sie 1970 auch von Wadim Alexejewitsch Kusmin entdeckt.

## Die drei Kriterien
Die unterschiedlichen Theorien zur Entstehung der Baryonenasymmetrie unterscheiden sich darin, wie die folgenden Bedingungen im Einzelnen erfüllt werden.

### Verletzung der Baryonenzahl-Erhaltung
Dieses Kriterium kann im Standardmodell möglicherweise durch die Sphaleron-Prozesse erfüllt werden. Aufgrund der hohen Masse des Higgs-Bosons ist die Baryogenese durch diesen Prozess im Standardmodell jedoch nicht mit dem Verlassen des thermodynamischen Gleichgewichts, dem dritten Sacharow-Kriterium, in Einklang zu bringen. Zu den anderen Kriterien widerspruchsfrei erfüllt wird es von allen Modellen, die einen Ansatz zur Großen vereinheitlichten Theorie zur Vereinheitlichung von starker und elektroschwacher Wechselwirkung darstellen.

### Verletzung von C- und CP-Invarianz
C steht hier für Charge, engl. für Ladung und CP für Charge-Parity, d. h. Ladung und Parität. Dieses Kriterium ist bereits im Standardmodell der Elementarteilchenphysik erfüllt (explizite CP-Verletzung in der CKM-Matrix, C-Verletzung dadurch, dass in der schwachen Wechselwirkung nur linkshändige Fermionen und rechtshändige Anti-Fermionen über geladene W-Bosonen wechselwirken). Experimentell wurde die CP-Verletzung beim Zerfall des neutralen Kaons {\displaystyle K^{0}} experimentell gefunden. Allerdings ist die beobachtete CP-Verletzung viel zu klein, um die heutige Baryonenasymmetrie zu erklären. Da allgemein von der Gültigkeit der CPT-Invarianz ausgegangen wird (T=Zeit), sollte die T-Invarianz ebenfalls verletzt sein – auch dies konnte beobachtet werden, ist aber keine notwendige Bedingung.

### Thermodynamisches Nichtgleichgewicht
Im thermodynamischen Gleichgewicht würde eine vorhandene Baryonasymmetrie durch die inversen Reaktionen der betrachteten Teilchenzerfälle zwangsläufig wieder ausgelöscht. Das Nichtgleichgewicht wird in heutigen Theorien zur Baryogenese meist durch eine schnelle Expansionsrate des Universums (schneller als die Zerfallsrate des betrachteten Teilchens) zum fraglichen Zeitpunkt erklärt.